# Morte (Fave)
Die Morte (manchmal auch Morthe geschrieben) ist ein rund 14 Kilometer langer Bach in Frankreich, der im Département Vosges in der Region Grand Est verläuft. Er ist ein linker Zufluss der Fave.

## Geographie

### Verlauf
Die Morte entspringt an der Nordwestflanke des Vogesenkammes, im Regionalen Naturpark Ballons des Vosges, im Gemeindegebiet von La Croix-aux-Mines, entwässert in zwei großen Bögen generell in nordwestlicher Richtung und mündet nach 14,3 Kilometern im Gemeindegebiet von Neuvillers-sur-Fave als linker Nebenfluss in die Fave.

### Zuflüsse
(Reihenfolge in Fließrichtung)
- Ruisseau du Pre de Raves (rechts), 3,3 km
- Ruisseau de Sadey (rechts), 3,4 km
- Ruisseau de Raumont (Ruisseau de Verpelliere) (rechts), 4,4 km
- Ruisseau Basse de la Grande Goutte (rechts), 6,4 km
- Ruisseau le Blanc (rechts), 8,0 km

### Orte am Fluss
(Reihenfolge in Fließrichtung)
- La Croix-aux-Mines
- Ban-de-Laveline
- Raves